# Isabela Souza
 (novembre 2019).
Si vous disposez d'ouvrages ou d'articles de référence ou si vous connaissez des sites web de qualité traitant du thème abordé ici, merci de compléter l'article en donnant les références utiles à sa vérifiabilité et en les liant à la section « Notes et références ».
Isabela Souza (née à Belo Horizonte, le 13 janvier 1998) est une actrice, mannequin et chanteuse brésilienne, connue pour ses rôles de Brida et Bia dans les séries de Disney Channel, Juacas et Bia, respectivement.

## Biographie
Isabela Souza est née à Belo Horizonte. Elle a un frère nommé Ricardo et une sœur, Letícia Souza. À 14 ans, Isabela se dit qu'elle aimerait faire du théâtre et à 16 ans elle entre dans une école et commence à prendre des cours.
Isabela débute à la télévision en 2017, après avoir été choisie pour interpréter le rôle de Brida dans la série Juacas produite par Disney Channel Brésil et coproduite avec Disney Channel Amérique latine. Elle passe alors un mois à Florianópolis  pour apprendre les principes de base du surf avant de commencer le tournage de la série. 
En 2018, elle interprète Minha Vez (Ma voie en français), pour la série d'animation Elena d'Avalor.
En 2018, elle annonce qu'elle sera la protagoniste de la série télévisée Bia, troisième production originale de Disney Channel Amérique latine (après Violetta et Soy Luna).
Parallèlement, à son rôle dans la série Bia, elle travaille pour Disney en interprétant le titre “Speechless” de Naomi Scott tirée du film “Aladdin”. 
Elle chante la version brésilienne “Ninguém me cala” et espagnole pour l’Amérique latine “Callar”.
La version espagnole pour l’Espagne est interprétée par Nikki García.

## Filmographie

### Télévision
| Année(s)    | Programme               | Rôle                    | Notes                                               |
| ----------- | ----------------------- | ----------------------- | --------------------------------------------------- |
| 2017 - 2019 | Juacas                  | Brida                   | Série - Rôle principal (saison 1) Invité (saison 2) |
| 2019 - 2021 | Bia                     | Beatriz « Bia » Urquiza | Série - Rôle principal                              |
| 2021        | Bia : Un Mundo al Revés | Beatriz « Bia » Urquiza | Téléfilm - Rôle principal                           |

## Discographie

### Singles
- 2018 : Minha Vez
- 2019 : Callar / Ninguém me Cala

### Bande original
- 2019 : Bia, Así yo soy
- 2019 : Bia, Si Vuelvo A Nacer
- 2020 : Bia, Grita
- 2021 : Bia, un Mundo al Revés

### Collaboration
- 2020 : Vamos A Mi Ritmo (Lasso ft. Isabela Souza)
- 2021 : Anyone (feat. Vitoria Frozi)
- 2021 : Cliché (feat. Vitoria Frozi)

## Tournées
- 2019 : Bia Tour
- TBA : Bia Live Tour

## Distinctions

### Nominations
- Meus Prêmios Nick 2019 :  
  - Actrice préférée pour  Isabela Souza

### En attente
- Kids' Choice Awards México 2020 :
  - Actrice préférée pour  Isabela Souza